# Megasport Ałmaty
Megasport Ałmaty (kaz. Мегаспорт Алматы Футбол Клубы) – kazachski klub piłkarski z siedzibą w Ałmaty.

## Historia
Klub został założony w 2005 jako Megasport Ałmaty. Na początku grał w rozgrywkach lokalnych. W 2007 występował w Birinszi Lidze, w której zajął 1 miejsce. W 2008 debiutował w Superlidze. Na początku 2009 powiadomiono o połączeniu z klubem FK Ałmaty, w wyniku czego powstał Łokomotiw Astana.

## Sukcesy
- Priemjer-Liga: 5 miejsce (2008)
- Puchar Kazachstanu: ćwierćfinalista (2007)